# Christian Luerssen
Christian Luerssen (Brema, 6 maggio 1843 – Charlottenburg, 28 giugno 1916) è stato un botanico tedesco.

## Biografia

### La gioventù e l'istruzione
Luerssen era figlio di un produttore di sigari di Brema. Con il desiderio di diventare un insegnante, nel 1858, dopo la conclusione della frequenza delle migliori scuole pubbliche, entrò nel neocostituito Seminario degli Insegnanti di Brema (Bremer Lehrerseminar), guidato da pedagoghi riformisti e dall'autore di libri di testo August Lüben.
Dopo la laurea, lavorò come insegnante a Brema, prima di poter conseguire, con il sostegno del Senato di Brema, la laurea in Scienze Naturali a Jena, dove con Ernst Abbe oltre a Zoologia e Botanica apprese anche Fisica.
Nel 1868, conseguito a Jena il dottorato con un lavoro botanico, fece ritorno a Brema.

### Curatore e autore
Nel 1869 ottenne un posto da assistente presso l'Università di Lipsia con August Schenk, che, in seguito, gli diede l'incarico di curatore dell'herbarium dell'Università.
Nel 1872, conseguì l'abilitazione con una tesi sulla storia dello sviluppo degli sporangi delle felci.
Insieme con Schenk, Luerssen pubblicò i Mitteilungen aus dem Gesamtgebiet der Botanik (Messaggi da tutto il campo della Botanica) (Lipsia, 1871-1875), mentre in questo periodo la propria ricerca riguardava in particolare le felci di Australia e Oceania.
Per mantenere la sua famiglia - fin dall'inizio della sua attività a Lipsia, Luerssen si era sposato - Luerssen fu costretto a cercare un nuovo posto di lavoro come scrittore. 
Oltre alle recensioni di riviste scientifiche, scrisse libri di testo e manuali. 
I suoi Grundzüge der Botanik ("Fondamenti di Botanica") e il suo Medizinisch-pharmaceutische Botanik ("Botanica medico-farmaceutica") sono stati caratterizzati da un'elaborazione ideologica e metodologica, raggiungendo lo status di opere canoniche.
Botanici a lui contemporanei stimarono Luerssen come uno "dei primi scrittori botanici viventi, i suoi libri di testo e i manuali sono i migliori del momento".

### Professore a Eberswalde
Nel 1884, fu nominato botanico forestale della Königliche Forstakademie a Eberswalde.
Qui le crittogame furono la sua priorità di ricerca.
Come autore, collaborò alla sezione di Scienze Forestali del Manuale di Scienze Forestali (Handbuch der Forstwissenschaft) di Tuisko Loreys e alla riedizione dei volumi sulle felci di Kryptogamen-Flora di Ludwig Rabenhorst.

### Botanico a Königsberg
Luerssen nel 1888 fu nominato all'Università di Konigsberg, dove fino al 1910 fu direttore dell'Istituto botanico e del giardino botanico.
Durante questo periodo e fino alla sua morte, fu redattore di Bibliotheca Botanica, una serie di contributi di ricerca botanica, che esiste ancora oggi.
Il suo lavoro scientifico è stato limitato quasi esclusivamente al settore della botanica sistematica, mentre il suo vero punto di forza stava nell'insegnamento e nello sviluppo di materiali didattici metodicamente pensati.
Nel 1910, Luerssen andò in pensione per motivi di salute; trascorse gli ultimi anni a Danzica e a Charlottenburg (Berlino).
Luerssen fu sepolto nella Südwestkirchhof Stahnsdorf, dove la sua tomba è tuttora esistente.

## Opere principali
- Über den Einfluß des rothen und blauen Lichtes auf die Strömung des Protoplasma in den Brennhaaren von Urtica und den Staubfadenhaaren der Tradescantia virginica. Dissertation, Jena 1868.
- Beiträge zur Entwicklungsgeschichte der Farn-Sporangien. Habilitation. In: August Schenk, Christian Luerssen: Mittheilungen aus dem Gesammtgebiete der Botanik. Bd. 1, S. 313–344, Bd. 2, S. 1–42,  Leipzig, 1872/1874, ISSN 842581-4 (WC · ACNP).
- Die Pflanzengruppe der Farne (= Sammlung gemeinverständlicher wissenschaftlicher Vorträge. Serie IX, Heft 197). Lüderitz, Berlin 1874.
- Grundzüge der Botanik. Repetitorium für Studirende der Naturwissenschaften und Medicin und Lehrbuch für polytechnische land- und forstwirthschaftliche Lehranstalten. Haessel, Leipzig 1877 (5. durchgesehene und theilweise umgearbeitete Auflage. ebenda 1893).
- Handbuch der systematischen Botanik mit besonderer Berücksichtigung der Arzneipflanzen. = Medicinisch-pharmaceutische Botanik, zugleich als Handbuch der systematischen Botanik für Botaniker, Ärzte und Apotheker. 2 Bände. Haessel, Leipzig 1879–1882.
- Die Pflanzen der Pharmacopoea Germanica. Haessel, Leipzig 1883.
- Die Einführung japanischer Waldbäume in deutschen Forsten. In: Zeitschrift für das Forst- und Jagdwesen. 18. Jg., ZDB-ID 395073-6[collegamento interrotto], 1886, S. 121–143, 251–273, 313–336, 442–448, 545–580.
- Forstbotanik – Grundriß der speziellen Morphologie der deutschen Bäume und Sträucher, der wichtigsten Arten der Waldbodenflora sowie der baumverderbenden Pilze. In: Tuisko Lorey (Hrsg.): Handbuch der Forstwissenschaft. Bd. 1, 1: Forstliche Produktionslehre I. Laupp, Tübingen 1888, S. 321–514.
- Die Farnpflanzen oder Gefässbündelkryptogamen (Pteridophyta) (= Dr. Ludwig Rabenhorst's Kryptogamen-Flora von Deutschland, Oesterreich und der Schweiz. Bd. 3). 2. Auflage. Kummer, Leipzig 1889.
- Beiträge zur Kenntniss der Flora West- und Ostpreussens. Mittheilungen aus dem Königlichen botanischen Institute der Universität zu Königsberg i. Pr. I – III (= Bibliotheca Botanica. Bd. 6, Heft 28, ISSN 0067-7892 (WC · ACNP)). Nägele, Stuttgart 1894, online.